# Thomas Edward Lawrence
Plukovník Thomas Edward Lawrence CB DSO, známý jako Lawrence z Arábie (16. srpna 1888, Tremadoc, Wales – 19. května 1935, Clouds Hill, Anglie) byl britský voják, cestovatel a arabista. Proslavil se jako organizátor arabského povstání proti Osmanské říši v roce 1916.

## Životopis
Již jako student historie v Oxfordu podnikl řadu dobrodružných cest do Sýrie a Palestiny, zúčastnil se vykopávek v Iráku, kde se naučil arabsky a sblížil s kočovnými beduíny. Roku 1914 se zúčastnil archeologické a kartografické výpravy na Sinajském poloostrově a pracoval jako rezident britské rozvědky v Káhiře. Když v červnu 1916 vyhlásil emír v Mekce, šarif Hussein, povstání beduínů proti Osmanské říši, stal se Lawrence styčným důstojníkem. Shodou okolností se jeho protihráčem na turecké straně stal český arabista Alois Musil.
Ač Lawrence neměl žádné vojenské zkušenosti, vyvinul pro špatně organizované beduíny účinnou strategii partyzánské války. Atentáty na jedinou železniční trať, na vodovody a osamělé posádky měly úspěch a Lawrencem vedení povstalci obsadili v červnu 1917 přístav Akaba a 1. října 1918 Damašek.
Lawrence ovšem nevěděl, že Britové a Francouzi nemíní nechat Palestinu, Sýrii a Libanon Arabům, nýbrž, že si je po válce rozdělí. Když všechny jeho snahy prosadit arabskou nezávislost selhaly, trpěl těžkými výčitkami svědomí, odmítl všechna vyznamenání a sloužil pod falešným jménem jako prostý voják. Mezi jeho přátele patřil například i známý britský dramatik George Bernard Shaw.
T. E. Lawrence zahynul po motocyklové havárii roku 1935. Jeho paměti (Sedm sloupů moudrosti, 1926), romány L. Thomase, R. Gravese a L. Harta a pak zejména anglický film Lawrence z Arábie (Lawrence of Arabia, 1962) z něho učinily legendu.
Byl velkým milovníkem motocyklů Brough Superior, zabil se na modelu SS100 pojmenovaném „George“ po již zmiňovaném dramatikovi G. B. Shawovi.
V roce 2019 o jeho činech napsala power metalová skupina Sabaton píseň „Seven Pillars of Wisdom“ („Sedm pilířů moudrosti“).